# FilmStationen
FilmStationen er en frivillig drevet biograf, der siden sommeren 2007 med jævne mellemrum har forvandlet Lygten Station ved Nørrebro Station i København til en alternativ biograf. 
Hver 14. dag byder FilmStationen på en ny filmoplevelse, og i løbet af sine første tre sæsoner har der været præsenteret film inden for stort set alle genre. Kortfilm, dokumentarfilm, kult-klassikere og stumfilm tilsat nye live komponerede soundtracks har været på programmet, ligesom der også er blevet vist animation, klassiske feature film og en række genre-eksperimenter.
Hvor publikum i begyndelsen nemt kunne finde siddepladser, er der med tiden blevet mere trangt. I første sæson var der sjældent mere en 50-60 mennesker per visning, men i løbet af vinteren 2007/2008 voksede interessen for den nye biograf i Nordvest. Om det skyldtes at entreen blev sat ned fra 10 kroner til gratis vides ikke, men faktum er, at de 80 til 90 siddepladser i salen som regel bliver optaget, og ved enkelte lejligheder har der været 130-140 mennesker samlet til filmvisninger i den gamle stationsbygning. 

## Film
FilmStationen har blandt andet vist:
- American Drug War af Kevin Booth
- Behind The Mask af Shannon Keith
- Bomb It af Jon Reiss
- Český Sen aka Czech Dream af Filip Remunda og Vit Klusaks
- En rem af huden af Michael Noer
- Fishing With John af John Lurie
- Freaks af Tod Browning
- Good copy, bad copy af Andreas Johnsen, Henrik Moltke og Ralf Christensen
- Hell House af George Ratliff
- Hijacker – The Life of Leila Khaled af Lina Makboul
- I am a Sex Addict af Caveh Zahedi
- Interkosmos af Jim Finn
- King of Kong af Seth Gordon
- Kiosk af Hilde E. Osen
- Lucky People Center International af Erik Pauser og Johan Söderberg
- Mojados: Through the Night af Tommy Davis
- Night of the Living Dead af George A. Romeros
- Nosferatu, eine Symphonie des Grauens af F. W. Murnau
- Procrastination af Johnny Kelly
- Rise From Your Grave af Carl Marott Rasmussen
- Roman Polanski: Wanted and Desired af Marina Zenovich
- Salaam Cinema af Mohsen Makhmalbaf
- Sita Sings the Blues af Nina Paley
- Slacker af Richard Linklater
- Slacker Uprising af Michael Moore
- Sódóma Reykjavík af Óskar Jónasson
- Steve Martin on The Loose af Rebecca Whipple
- Step Across The Border af Nicolas Humbert og Werner Penzel
- Surplus: Terrorized Into Being Consumers af Erik Gandini
- Sunrise - A Song of Two Humans af F. W. Murnau
- The Cooperation af Mark Achbar og Jennifer Abbott
- The Endless Summer af Bruce Brown
- The Inglorious Bastards af Enzo G. Castellari
- The Mysterious Geographic Explorations of Jasper Morello af Anthony Lucas
- The Rainbow Man/John 3:16 af Sam Green
- The Raspberry Reich af Bruce Labruce
- The Pervert's Guide to Cinema af Sophie Fiennes
- The Weather Underground af Sam Green
- Who Killed The Electric Car af Chris Paine

## Musik
En række bands, solister og DJ´s har optrådt i forbindelse med FilmStationens arrangementer. Blandt andet:
- Beurre Noir
- Club M.A.S.K
- El Ray
- Frank Silva
- Gunni Torp og Nitterne
- Howl Baby Howl
- Jacob Anderskov
- Kandy Kolored Tangerine
- Kid Kishore
- Te Uglerne
- The Rusty Båthorns

## Eksterne links
- FilmStationens hjemmeside Arkiveret 23. september 2020 hos  Wayback Machine
- Anmeld eller se anmeldelser af FilmStationens på MitKBH Arkiveret 26. november 2010 hos  Wayback Machine
- Download Night of The Living Dead
- Download og Doner – Sita Sings The Blues Arkiveret 26. april 2009 hos  Wayback Machine
- Download og Doner – Nasty Old People Arkiveret 12. oktober 2009 hos  Wayback Machine

55°42′5.89″N 12°32′15.21″Ø / 55.7016361°N 12.5375583°Ø